# Korálový útes

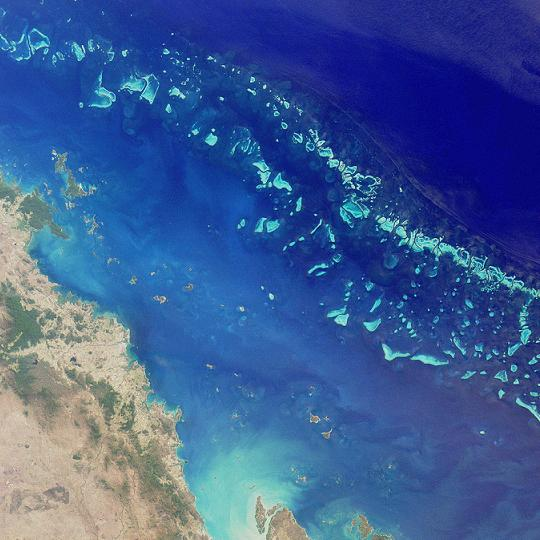
Satelitní snímek Velkého korálového útesu

Korálový útes je podmořský ekosystém charakteristický útesotvornými korály. Útesy jsou tvořeny koloniemi korálových polypů, které jsou drženy pohromadě uhličitanem vápenatým. Většina korálových útesů je tvořena z korálů řádu větevníci (koráli šestičetní, Scleractinia), u kterých se polypy shlukují do skupin. Korál patří do třídy korálnatci (Anthozoa) a spolu se sasankami a medúzami (mimo jiné) patří do živočišného kmenu žahavci. Na rozdíl od sasanek, koráli vylučují uhličitan vápenatý pro tvorbu svých tvrdých vnějších schránek, které podpírají a chrání korál. Většina útesů roste nejlépe v teplých, mělkých, slunečných a rozrušených vodách.

Často nazývány „deštnými pralesy moře“, mělké korálové útesy tvoří některé z nejrozmanitějších ekosystému naší planety. Zabírají méně než 0,1 % plochy světového oceánu, asi tak polovinu rozlohy Francie, a přesto poskytují domov více než 25 % ze všech mořských druhů, mimo jiné ryb, měkkýšů, červů, korýšů, ostnokožců, houbovců, pláštěnců a dalších žahavců. Počet korálů ale obecně nesouvisí s počtem ryb na daném místě. Korálové útesy prosperují v mořských vodách s málo živinami. Nejčastěji se nachází v mělkých tropických vodách, ale v menším měřítku existují i ve studených a hlubokých vodách.

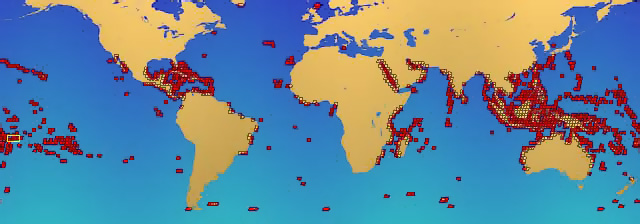
Korálové útesy na mapě světa.

 Korálové útesy přinášejí lidem zisk z turismu, rybolovu a pobřežní ochrany. Roční světová ekonomická hodnota korálových útesů je odhadována na 30 miliard USD či na 375 miliard USD v cenách 1994 (tj. cca 1 % z celkové ceny všech ekosystémů).
Korálové útesy jsou křehké, z části jelikož jsou citlivé vůči stavu vody. Jsou ohrožovány nadbytkem živin (dusíku a fosforu) vyplavované z řek do moří (včetně eutrofizace pomocí spodní vody), zvyšováním teplot oceánů, překyselováním moří, přebytečným rybolovem (např. rybařením za pomocí exploziv nebo kyanidu nebo harpunařením), používáním opalovacích krémů, nadměrného používání a škodlivých praktických postupů při využívání půdy, včetně odtoků a výtoků (např. z injektážních vrtů a žumpy). Vliv začal přímým vlivem lidských aktivit v 50. letech 20. století.

## Formace

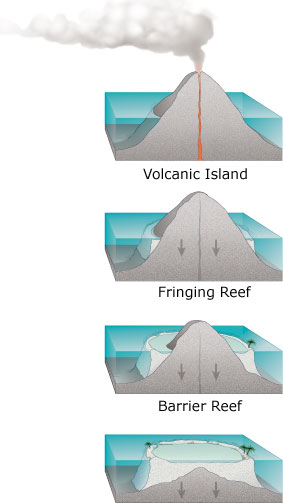

Většina korálových útesů vznikla po posledním ledovcovém období, kdy tání ledu způsobilo nárůst hladiny moře a zaplavení kontinentálních šelfů. Povětšinou jsou mladší než 10 000 let. Se vznikem mořských komunit, útesy rostly vzhůru stejným tempem jako hladiny moří. Ty, které rostly příliš pomalu, se mohly utopit kvůli nedostatku světla. Některé korálové útesy se ale nacházejí v hlubokém moři mimo kontinentální šelfy, a to hlavně kolem oceánských ostrovů a atolů. Většina takovýchto ostrovů je původem ze sopečného původu. Jiné mají tektonický původ, kde deskové pohyby zvedly hlubokou oceánskou podlahu.
V knize The Structure and Distribution of Coral Reefs Charles Darwin vyložil svou teorii o formaci atolových útesů, kterou vymyslel během své výzkumné výpravy na lodi Beagle. Jeho teorie byla, že díky zdvihům a padání zemské kůry pod oceány se tvoří atoly. Tato tvorba atolu měla tři fáze. Kolem potápějícího se vulkanického ostrova se vytvoří lemový útes. Postupným ponořením ostrova se z lemového útesu stane útes bariérový až nakonec vznikne atol.

Vznik lemového útesu může trvat deset tisíc let a atolu až 30 milionů let.

Darwin předpovídal, že pod každou lagunou je základem kamenné podloží, zbytky původní sopky. Následný výzkum tuto hypotézu podpořil. Darwinova teorie vycházela z jeho pochopení, že korálovým polypům se daří v tropických oblastech, kde je voda rozrušená, ale mohou žít pouze v omezené hloubce, začínající těsně pod odlivem. Tam, kde to dovoluje úroveň základních zemin, korály rostou kolem pobřeží a vytvářejí lemové útesy, které se eventuálně mohou stát bariérovým útesem.
Tam, kde dno stoupá, mohou lemové útesy růst podél pobřeží, ale korál nad hladinou moře zemře. Pokud půda pomalu klesá, lemové útesy rostou na starších, mrtvých korálech, a tím tvoří bariérový útes, který tvoří lagunu mezi útesem a zemí. Bariérový útes může obklopit ostrov, a jakmile ostrov klesne pod hladinu moře, zhruba kruhový atol rostoucího korálu pokračuje v růstu s hladinou moře a tvoří se tak centrální laguna. Bariérové útesy a atoly obvykle nevytvářejí úplné kruhy, často jsou rozbíjené bouřemi. Stejně jako vzestup mořské hladiny, rychle klesající dno může ohromit rostoucí korály, a tím zabít korály a útes, díky něčemu, co se nazývá topení korálů. Korály, které spoléhají na své symbionty zooxanthellae, mohou zemřít, když se voda stane příliš hlubokou pro dostatečnou fotosyntézu kvůli snížené expozici světla.
Dvě hlavní proměnné, které určují geomorfologii nebo tvar korálových útesů, jsou povaha substrátu, na kterém spočívají, a historie změny hladiny moře vzhledem k tomuto substrátu.
Přibližně 20 000 let starý Velký bariérový útes ukazuje, jak se korálové útesy formovaly na kontinentálních šelfech. Hladina moře byla tehdy o 120 m níže než v 21. století. Se vzrůstem hladiny, se začala voda a korály rozrůstat přes kopce bývalé australské pobřežní pláně. Před 13 000 lety se snížil rozdíl od dnešní hladiny na 60 m a mnoho pobřežních kopců se stalo kontinentálními ostrovy. Postupně byla většina kontinentálních ostrovů zaplavena vodu. Korály pak přerostly kopce a vytvořily korálové ostrůvky a útesy. Za posledních 6 000 let se úroveň moře na Velkém bariérovém útesu podstatně nezměnila. Věk živé struktury útesů se odhaduje na 6 000 až 8 000 let. Ačkoli se Velký bariérový útes tvořil podél kontinentálního šelfu a ne kolem sopečného ostrova, Darwinovy principy stále platí. Vývoj se zastavil ve fázi bariérového útesu, jelikož Austrálie se neponoří. Vytvořil se tak největší bariérový útes na světě 300–1000 m od břehu, který má na délku 2000 km. Podle oficiální analýzy z roku 2022 je zde pokrytí korály větší než v roce 1985.
Zdravé tropické korálové útesy vyrostou horizontálně od 1 do 3 cm ročně a vertikálně od 1 do 25 cm; ovšem pouze v maximální hloubce 150 m, z důvodu potřeby slunečního světla. Korály také nemohou růst nad hladinou moře.

### Materiál
Jak vyplývá z názvu, korálové útesy jsou tvořeny korálovými kostlivci z převážně neporušených korálových kolonií. Aragonit vzniká, když jsou další chemické prvky obsažené v korálech začleněny do ložisek uhličitanu vápenatého. Nicméně fragmenty skořápek a zbytky korálových řas (např. rod Halimeda), mohou přidávat k odolnosti před poškozeními bouřemi a jinými hrozbami. Takovéto směsi jsou viditelné ve strukturách, jako je atol Eniwetok.

## Typy korálových útesů
Od té doby, co Darwin identifikoval tři klasické útesové útvary – lemový, bariérový a atol, vědci identifikovali další typy útesů. Zatímco některé zdroje nalézají pouze tři, Thomas a Goudie uvádějí čtyři „hlavní velkoplošné typy korálových útesů“ – lemový útes, bariérový útes, atol a stolový útes – zatímco Spalding et al. udávají pět „hlavních typů“: lemový útes, bariérový útes, atol, „bankový nebo plošinový útes“ a záhonový útes.

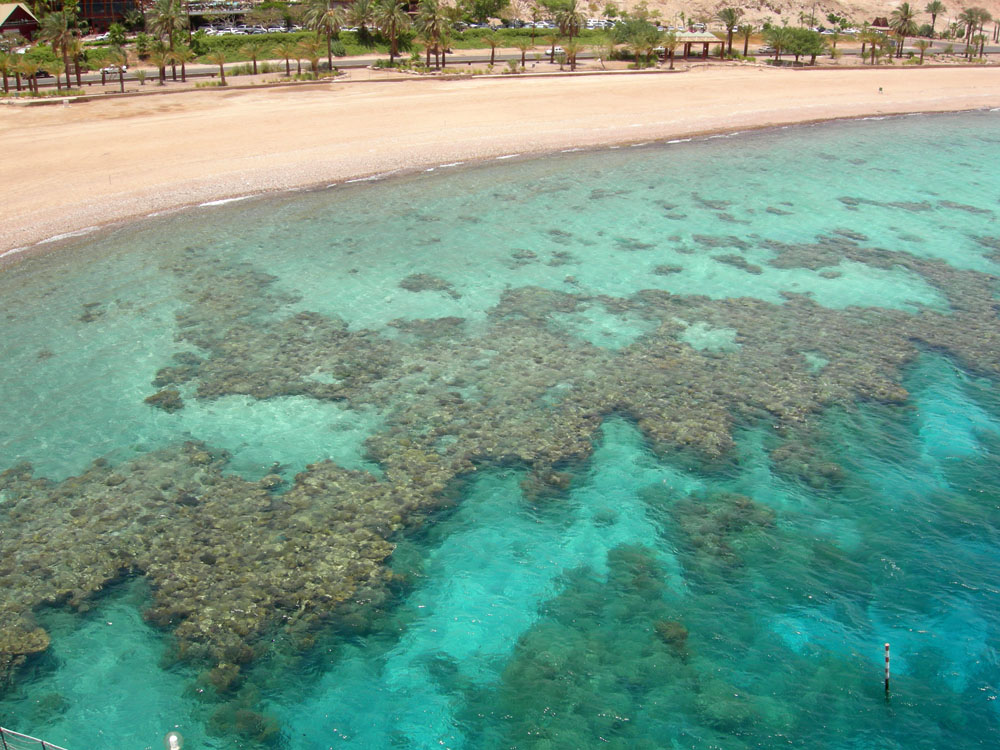
Lemový útes u Eilat, na jižním břehu Izraele

### Lemový útes
Lemový útes, nazývaný též pobřežní útes, je přímo spojen s břehem nebo s ním hraničí úzkým, mělkým kanálem nebo lagunou. Je to nejběžnější typ útesu. Lemové útesy se lepí na pobřeží a mohou se rozprostírat po mnoho kilometrů. Jsou obvykle (mimo větší výjimky) méně než 100 metrů široké. Začínají se tvořit na břehu při nízké hladině vody a rozšiřují se směrem k moři. Konečná šířka závisí na tom, kde mořské dno začíná prudce klesat. Povrch okrajového útesu obecně zůstává ve stejné výšce: těsně pod hladinou. U starších útesů, jejichž vnější část se tlačila daleko do moře, byla vnitřní část prohloubena erozí, a nakonec vytvořila lagunu. Lemové útesové laguny se mohou stát přes 100 metrů široké a několik metrů hluboké. Tyto laguny běží podélně s pobřežím stejně jako samotný lemový útes. Lemové útesy Rudého moře jsou považovány za jedny z „nejlépe rozvinutých na světě“ a nacházejí se na všech březích Rudého moře s výjimkou písečných zálivů.

## Známé korálové útesy
Největším korálovým útesem je Velký bariérový útes u východního pobřeží Austrálie. Tento pás je přes 2000 km dlouhý. Do východního australského státu jménem Queensland turisté často jezdí kvůli tomuto pásu korálových útesů. Velký bariérový útes je největší na světě a byl dokonce zapsán do seznamu UNESCO. Druhým největším korálovým útesem na světě je Mezoamerický korálový útes.
Mimo to však existují i korálové útesy v chladných vodách, např. v Atlantiku je tvoří turbinatka větvená.

## Fotogalerie

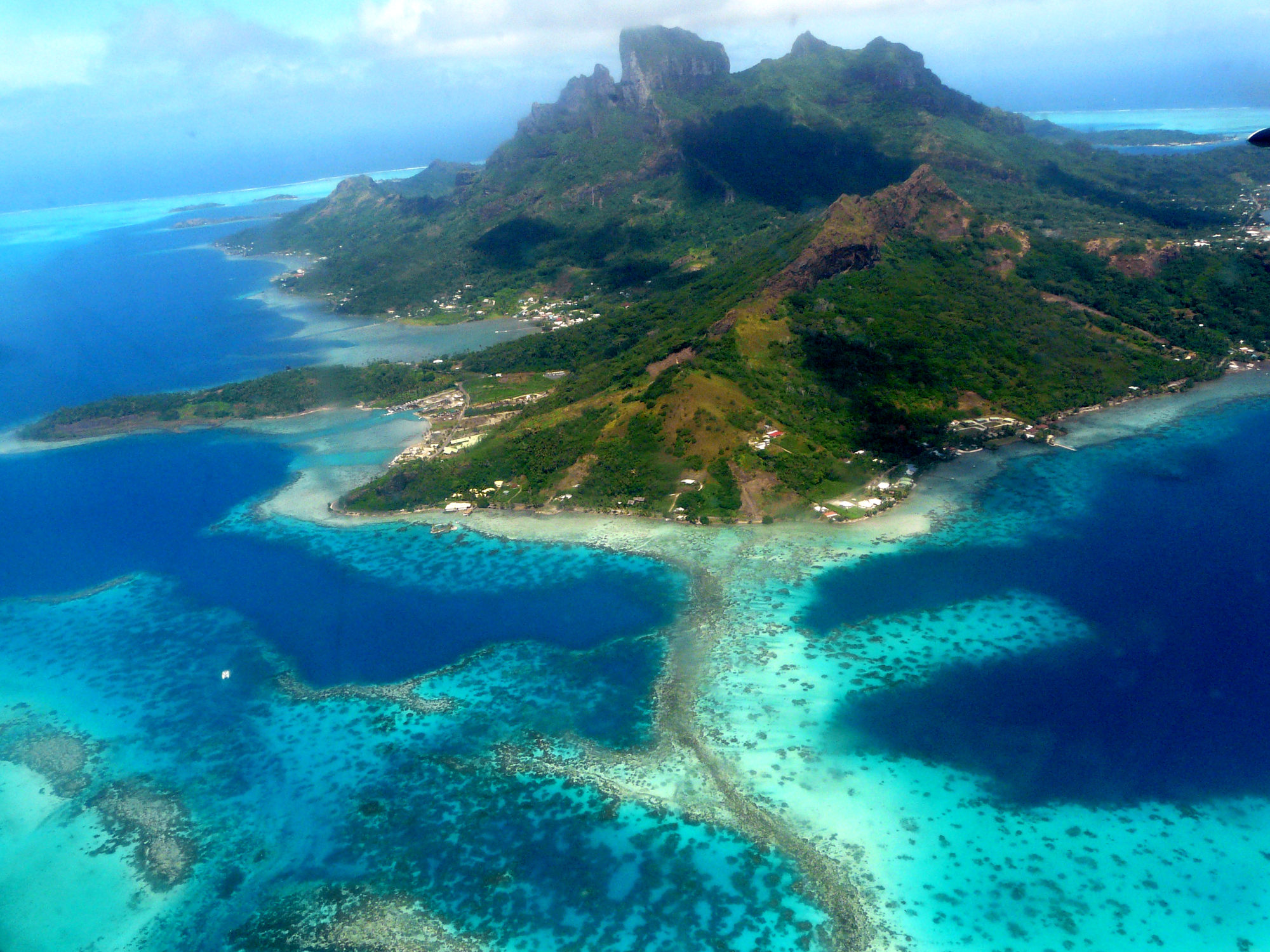
Letecký snímek útesu u ostrova Bora-Bora
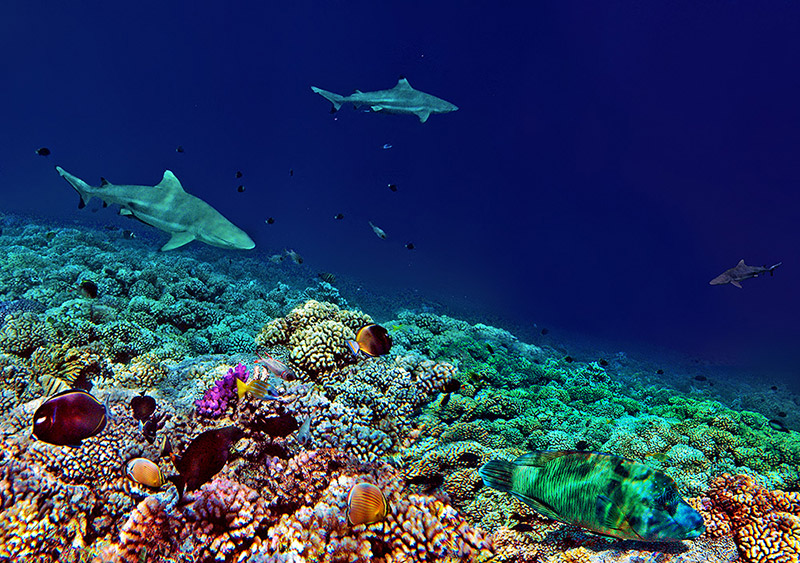
Francouzská Polynésie
Velký bariérový útes u Austrálie
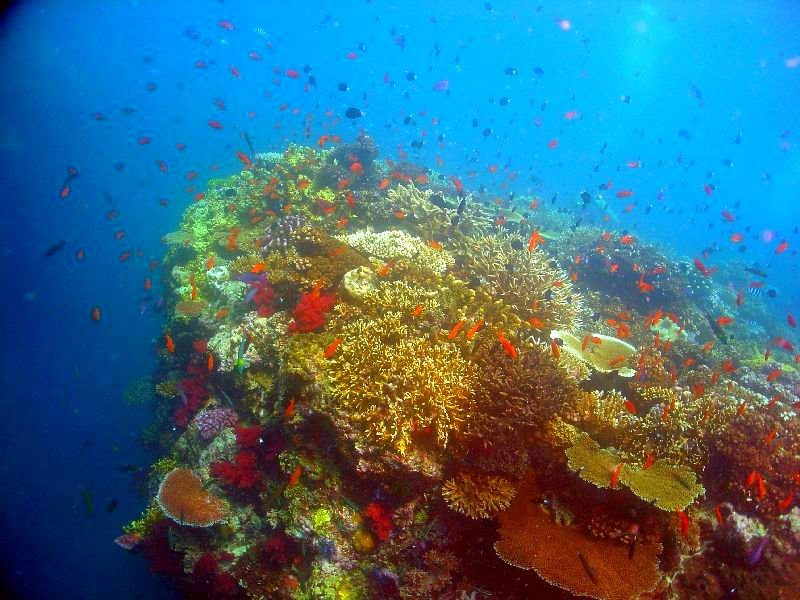
Korálový útes u Fidži
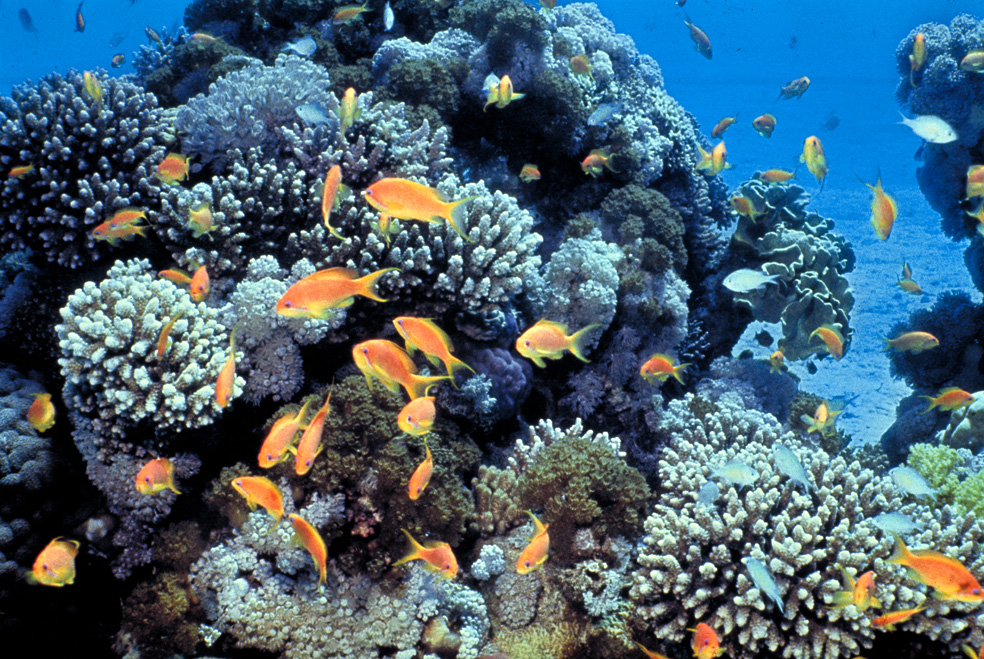
Rudé moře
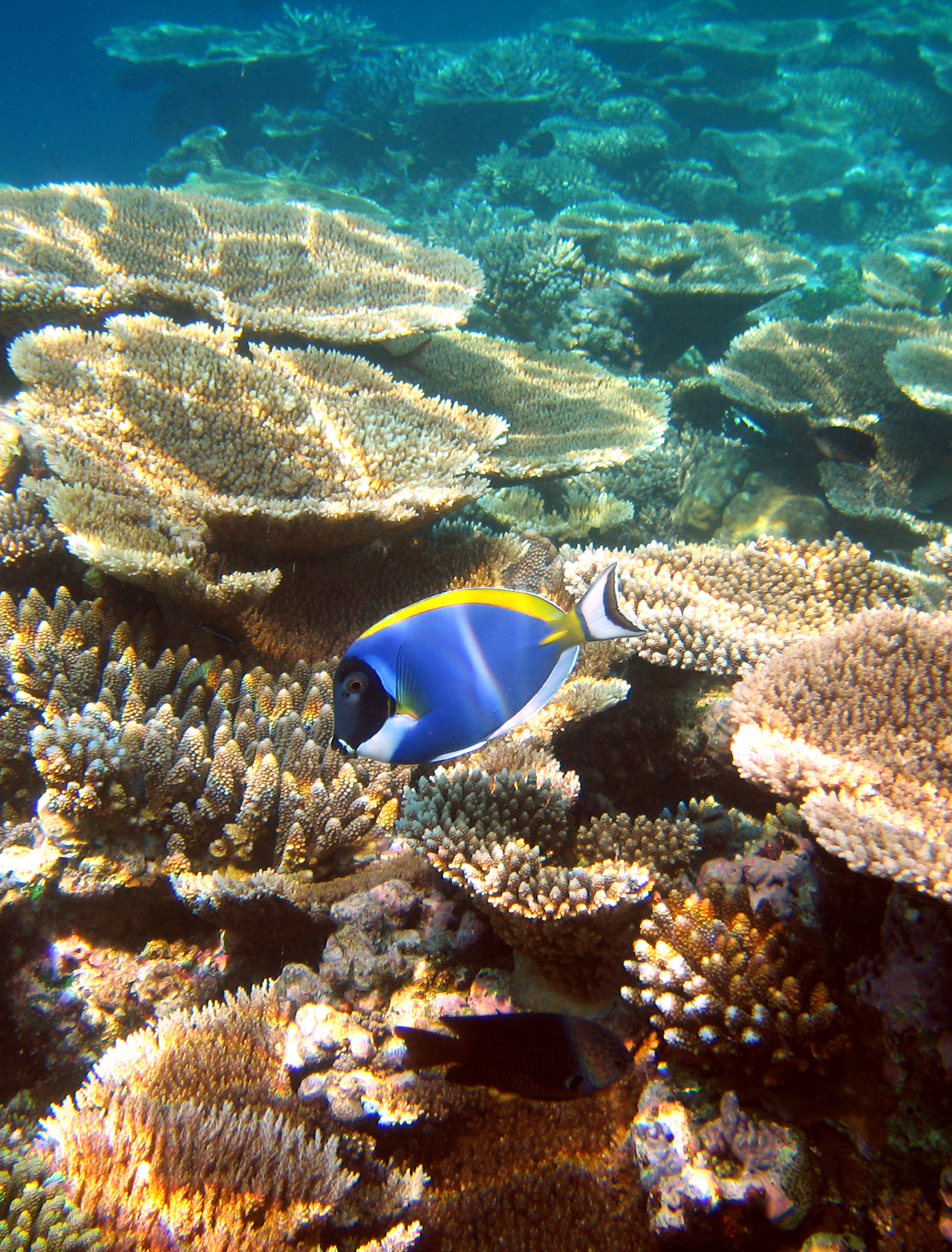
Korálový útes u Malediv